# Sveta Trojica (praznik)
Sveta Trojica (tudi Nedelja Svete Trojice) je premakljiv krščanski praznik, ki se ga praznuje v Rimskokatoliški Cerkvi prvo nedeljo po binkoštih. Ob tem prazniku se kristjani spominjajo skrivnosti Svete Trojice - troedinega Boga. 
S praznikom Svete trojice se končuje velikonočna doba in začenja liturgični čas med letom (čas navadnih nedelj), ki traja do začetka adventa. Na praznik Svete Trojice velja še bela, v času med letom pa zelena liturgična barva.
Praznik Svete Trojice slavijo kristjani v Rimskokatoliški pa tudi v številnih drugih krščanskih Cerkvah (npr. v Evangeličanski Cerkvi). 
V pravoslavju praznik Svete Trojice praznujejo na nedeljo 50. dan po veliki noči (torej na dan, ki ustreza katoliškemu prazniku binkošti). Praznik Svetega Duha (oziroma binkošti) pa praznujejo en dan pozneje - v ponedeljek.